# Larry Hagman
Larry Martin Hagman (21. september 1931 - 23. november 2012) var en amerikansk skuespiller, filmproducer og filminstruktør, især berømt for sin rolle som den skurkagtige J.R. Ewing i tv-serien Dallas.
Hagmans mor er legendariske Mary Martin, som huskes især for Peter Pan.

## Filmografi

### Features
| År   | Titel                        | Rolle                  | Noter             |
| ---- | ---------------------------- | ---------------------- | ----------------- |
| 1964 | The Cavern                   | Capt. Wilson           |                   |
| 1964 | Ensign Pulver                | Billings               |                   |
| 1964 | Fail Safe                    | Buck                   |                   |
| 1965 | In Harm's Way                | Lieutenant Cline       |                   |
| 1966 | The Group                    | Harald Peterson        |                   |
| 1970 | Up in the Cellar             | Maurice Camber         |                   |
| 1972 | Beware! The Blob             | Young Hobo             | Directorial debut |
| 1973 | The Toy Game                 | Major                  |                   |
| 1973 | Antonio                      | Mark Hunter            |                   |
| 1974 | Harry and Tonto              | Eddie                  |                   |
| 1974 | Stardust                     | Porter Lee Austin      |                   |
| 1976 | Mother, Jugs & Speed         | Murdoch                |                   |
| 1976 | The Big Bus                  | Parking Lot Doctor     |                   |
| 1976 | The Eagle Has Landed         | Col. Clarence E. Pitts |                   |
| 1977 | Checkered Flag or Crash      | Bo Cochran             |                   |
| 1978 | Superman                     | Major                  |                   |
| 1981 | S.O.B.                       | Dick Benson            |                   |
| 1981 | I Am Blushing                | Larry Hagman           |                   |
| 1986 | The Richest Cat in the World | Leo Kohlmeyer          | Voice, uncredited |
| 1995 | Nixon                        | Jack Jones             |                   |
| 1998 | Primary Colors               | Gov. Fred Picker       |                   |
| 2008 | Fuel                         | Himself                |                   |
| 2011 | The Flight of the Swan       | Corporate President    | Sidste filmrolle  |

### Tv-film
| År   | Titel                                        | Rolle                       | Noter      |
| ---- | -------------------------------------------- | --------------------------- | ---------- |
| 1958 | The Outcasts of Poker Flat                   |                             |            |
| 1963 | The Silver Burro                             |                             |            |
| 1969 | Three's a Crowd                              | Jim Carson                  |            |
| 1971 | Vanished                                     | Jerry Freytag               |            |
| 1971 | The Hired Hand                               | Sheriff                     | Uncredited |
| 1971 | A Howling in the Woods                       | Eddie Crocker               |            |
| 1972 | Getting Away from It All                     | Fred Clark                  |            |
| 1972 | No Place to Run                              | Jay Fox                     |            |
| 1973 | What Are Best Friends For?                   | Frank Ross                  |            |
| 1974 | Hurricane                                    | Paul Damon                  |            |
| 1974 | Sidekicks                                    | Quince Drew                 |            |
| 1975 | Sarah T. – Portrait of a Teenage Alcoholic   | Jerry Travis                |            |
| 1975 | The Big Rip-Off                              | Frank Darnell               |            |
| 1976 | The Return of the World's Greatest Detective | Sherman Holmes              |            |
| 1977 | Intimate Strangers                           | Mort Burns                  |            |
| 1978 | The President's Mistress                     | Ed Murphy                   |            |
| 1978 | Last of the Good Guys                        | Sergeant Frank O'Malley     |            |
| 1978 | A Double Life                                | Doyle Rettig                |            |
| 1982 | Deadly Encounter                             | Sam                         |            |
| 1986 | Dallas: The Early Years                      | J.R. Ewing                  |            |
| 1993 | Staying Afloat                               | Alexander Hollingsworth III |            |
| 1996 | Dallas: J.R. Returns                         | J.R. Ewing                  |            |
| 1997 | The Third Twin                               | Berrington Jones            |            |
| 1998 | Dallas: War of the Ewings                    | J.R. Ewing                  |            |

### Tv
| År        | Titel                                   | Rolle                                     | Noter                                         |
| --------- | --------------------------------------- | ----------------------------------------- | --------------------------------------------- |
| 1956      | The West Point Story                    |                                           | Forkert krediteret                            |
| 1957      | Search for Tomorrow                     | Curt Williams                             |                                               |
| 1957      | Decoy                                   | Kenneth Davidson                          |                                               |
| 1958      | Sea Hunt                                | Alex Kouras/Elliot Conway/Johnny Greco    | 3 episoder                                    |
| 1960      | The Play of the Week                    | Officer Joe Smith                         | Episode: "Once Around the Block"              |
| 1961      | The Edge of Night                       | Ed Gibson                                 | 7 episoder                                    |
| 1964      | The Rogues                              |                                           |                                               |
| 1965–1970 | I Dream of Jeannie                      | Major Anthony Nelson / Various characters | 139 episoder                                  |
| 1970      | Night Gallery                           | Cedric Acton                              | Episode: "The Housekeeper"                    |
| 1971      | The Good Life                           | Albert Miller                             |                                               |
| 1973      | Applause                                | Bill Sampson                              |                                               |
| 1973      | Here We Go Again                        | Richard Evans                             |                                               |
| 1973      | The Alpha Caper                         | Tudor                                     |                                               |
| 1973      | Blood Sport                             | Coach Marshall                            |                                               |
| 1974      | Police Woman                            | Tony Bonner                               |                                               |
| 1975      | Ellery Queen                            | Paul Gardner                              | Episode: "The Adventure of the Mad Tea Party" |
| 1977      | The Rhinemann Exchange                  | Col. Edmund Pace                          |                                               |
| 1977      | The Rockford Files                      | Richard Lessing                           |                                               |
| 1978–1991 | Dallas                                  | J.R. Ewing                                | 356 episoder                                  |
| 1980–1982 | Knots Landing                           | J.R. Ewing                                | 5 episodes                                    |
| 1986      | Lone Star                               |                                           | TV documentary                                |
| 1991      | Ein Schloß am Wörthersee                | Himself                                   | Episode: "Saisonbeginn mit Hindernissen"      |
| 1997      | Orleans                                 | Judge Luther Charbonnet                   | 8 episoder                                    |
| 2004      | Dallas Reunion: The Return to Southfork | Himself / J.R. Ewing                      | TV special                                    |
| 2006      | Nip/Tuck                                | Burt Landau                               | 5 episodes                                    |
| 2006      | Lindenstraße                            | Himself                                   |                                               |
| 2006      | The Simpsons                            | Wallace Brady                             | Episode: The Monkey Suit; Voice               |
| 2009      | Somos cómplices                         | Richard Slater                            | Spansk sæbeopera                              |
| 2010      | Desperate Housewives                    | Frank Kaminsky                            | 2 episoder                                    |
| 2010      | Das Traumschiff                         | Larry Hagman                              | Episode: "Indian Summer"                      |
| 2011      | Ushi and the Family                     | Hairy Legman                              |                                               |
| 2012–2013 | Dallas                                  | J.R. Ewing                                | 17 episoder                                   |
| 2013      | I Get That a Lot                        | Himself                                   | Released posthumously                         |